# Coronella brachyura
Coronella brachyura är en ormart som beskrevs av Günther 1866. Coronella brachyura ingår i släktet Coronella och familjen snokar. Inga underarter finns listade i Catalogue of Life.
Arten förekommer i västra Indien. Den lever i låglandet och i kulliga områden upp till 650 meter över havet. Det är inte känt vilket habitat Coronella brachyura föredrar. Individer hittades främst vid etableringen av nya samhällen. Exemplar upptäcktes vanligen i stenhögar eller i träd och de flyttades sedan av naturvårdare till andra ställen. Födan utgörs antagligen av små ödlor som skinkar och geckoödlor. Honor lägger ägg.
Coronella brachyura kan troligen anpassa sig till måttliga landskapsförändringar. Den är sällsynt men utbredningsområdet är ganska stort. IUCN kategoriserar arten globalt som livskraftig (LC).